# یولیوس فوچیک (روزنامه‌نگار)
یولیوس فوچیک (چکی: Julius Fučík; ۲۳ فوریهٔ ۱۹۰۳ – ۸ سپتامبر ۱۹۴۳) روزنامه‌نگار، منتقد و نویسنده اهل چکسلواکی بود. او از فعالین حزب کمونیست چکسلواکی و عضو جبهه مقاومت ضد-نازی بود.
او توسط نازی ها دستگیر، شکنجه و اعدام شد.
بعد از پایان جنگ جهانی دوم در جمهوری سوسیالیستی چکسلواکی از وی به عنوان قهرمان ملی و نماد مقاومت یاد می‌شد.